# Cheyenne Ochsenknecht

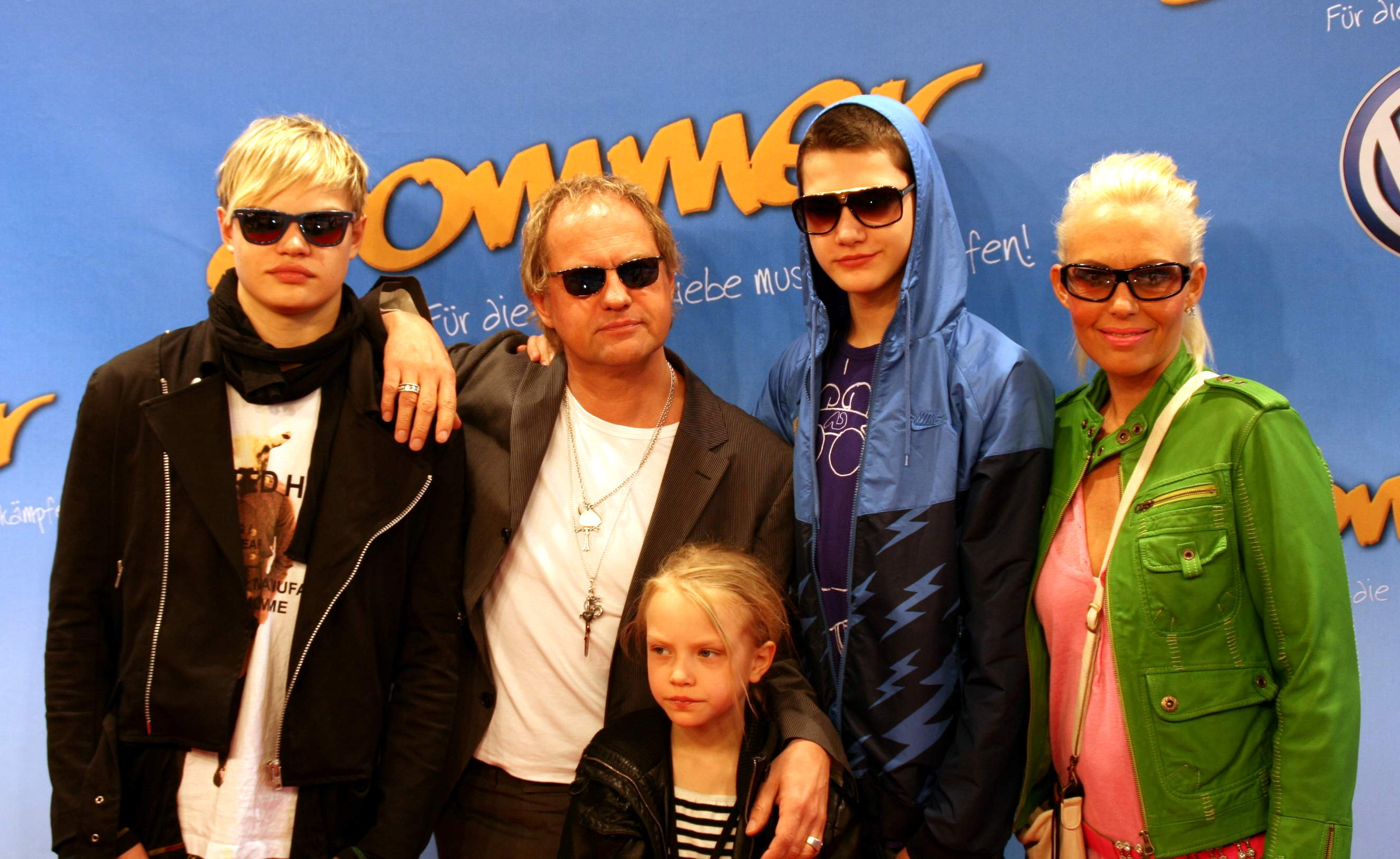
Familie Ochsenknecht (v.l.): Wilson Gonzalez, Uwe, Cheyenne Savannah, Jimi Blue und Natascha (2008)

Cheyenne Savannah Ochsenknecht (* 6. Juli 2000 in München) ist ein deutsches Model und ehemalige Kinderdarstellerin.

## Leben
Ochsenknecht wurde als Tochter des Schauspielers Uwe Ochsenknecht und des Models Natascha Ochsenknecht in München geboren. Sie ist die jüngere Schwester von Wilson Gonzalez und Jimi Blue Ochsenknecht und die Halbschwester von Rocco Stark.
2005 gab sie im Alter von fünf Jahren ihr Schauspieldebüt im Kinofilm Die Wilden Kerle 2 zusammen mit ihren beiden Brüdern. 2008 wirkte sie im Musikvideo zu Hey Jimi ihres Bruders mit.
Ochsenknechts Karriere als Model begann im Alter von 16 Jahren auf der Berlin Fashion Week, bei der sie für das Modelabel Riani lief. 2016 zierte sie außerdem das Titelbild der deutschsprachigen Ausgabe der Zeitschrift Grazia. 2017 lief sie auf der Pariser Fashion Week über den Laufsteg.
2018 spielte Ochsenknecht in der Serie Just Push Abuba ein „Instagram-Girl“. 2019 nahm sie beim Privatsender VOX bei der Show Promi Shopping Queen sowie an der Personality-Dokumentation 7 Töchter teil, in der sie von ihrer Kindheit im Rampenlicht berichtete. Im Februar/März 2022 war sie gemeinsam mit ihrem Tanzpartner Evgeny Vinokurov Teilnehmerin an der 15. Staffel von Let’s Dance, bei der sie in Folge 2 ausgeschieden ist.
Ochsenknecht ist seit 2019 mit dem Österreicher Nino Sifkovits liiert und seit 2022 verheiratet. Die beiden haben zwei gemeinsame Kinder, eine Tochter (* 2021) und einen Sohn (* 2023).
Die Familie lebt auf einem Bauernhof in der Steiermark. 2025 wurde sie Präsidentin des USV Neulengbach.

## Filmografie
- 2005: Die Wilden Kerle 2 (Kinofilm)
- 2008: Jimi Blue – Hey Jimi (Musikvideo)
- 2018: Just Push Abuba (Fernsehserie, eine Folge)
- 2019: Promi Shopping Queen (VOX-Show)
- 2019: 7 Töchter (Personality Doku)
- 2020: MasterChef Celebrity (Sky One, Kochshow)
- 2022: Let’s Dance (Staffel 15)
- 2022: Diese Ochsenknechts (Sky One, Doku-Soap)
- 2023: Unser Hof – Mit Cheyenne und Nino  (Sky Nature, Doku-Soap)